# Christophe Gbenye
Christophe Gbenye (* vermutlich 1927 in Bas-Uele, Provinz Orientale, Belgisch-Kongo; † 3. Februar 2015 in Kinshasa) war ein kongolesischer Politiker.

## Biografie
Nach der Souveränität der Demokratischen Republik Kongo von Belgien am 30. Juni 1960 wurde er Innenminister in der Regierung von Patrice Lumumba. Nach dem Putsch gegen die Regierung Lumumbas gehörte er der Gegenregierung von Antoine Gizenga zwischen September 1960 und August 1961 als Innenminister an. Als Gizenga im August 1961 wieder der regulären Regierung von Premierminister Cyrille Adoula als Stellvertretender Premierminister beitrat, wurde er wiederum Innenminister im Kabinett Adoula.
Nach der Verhaftung Gizengas wurde er im Januar 1962 dessen Nachfolger als Stellvertretender Premierminister. 1963 wurde er als solcher von Adoula entlassen. Aus Protest gegen seine Entlassung gründete er als Führer der Revolutionären Befreiungsarmee und mit Unterstützung der Volksrepublik China mit Gaston Soumialot, General Olenga, Laurent-Désiré Kabila sowie anderen am 8. September 1964 die Volksrepublik Kongo in Stanleyville und wurde deren Präsident.
Nach seiner Flucht aus dem Kongo im November 1964 nach dem Einmarsch belgischer Truppen wurde er am 27. Mai 1965 Vorsitzender der Revolutionären Regierung der Volksrepublik Kongo-Stanleyville im Exil. Am 6. August 1965 wurde schließlich Abdoulaye Yerodia sein Nachfolger als Vorsitzender der Revolutionären Regierung.
Zwischen 1966 und 1971 lebte er dann im Exil in Uganda.